# Ladro di nidi

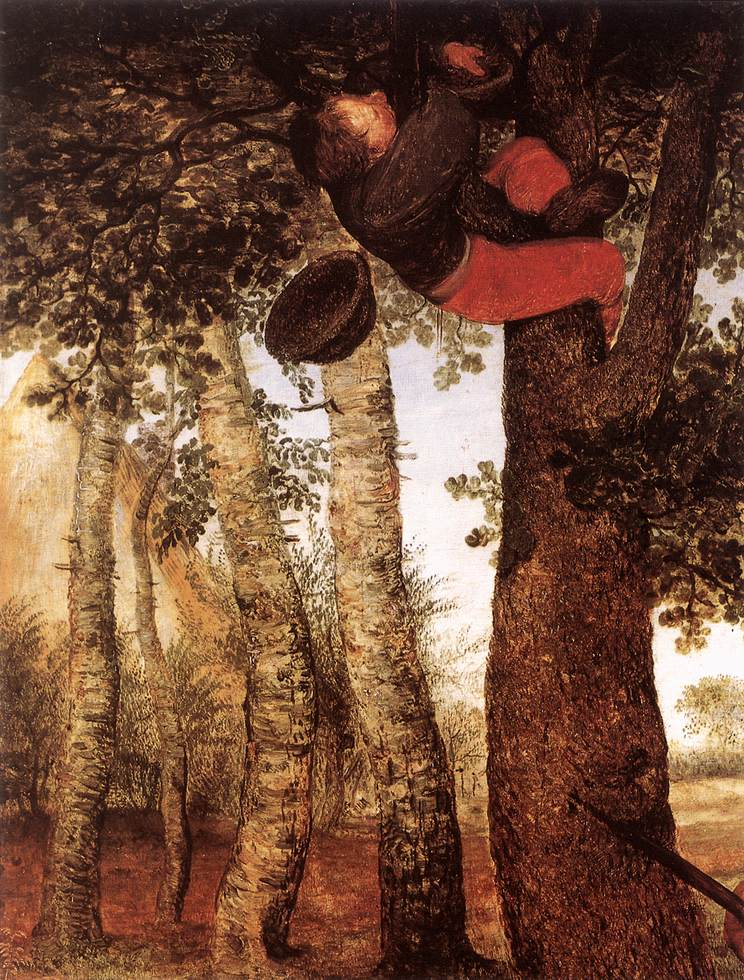
Dettaglio col ladruncolo

Il Ladro di nidi è un dipinto a olio su tavola (59,3x68,3 cm) di Pieter Bruegel il Vecchio, datato 1568 e conservato nel Kunsthistorisches Museum di Vienna. È firmato "BRVEGEL M.D.LXVIII".

## Storia
L'opera si trova nelle collezioni dell'arciduca Leopoldo Guglielmo d'Asburgo già dal 1569; confluita nelle collezioni imperiali, divenne parte delle raccolte del museo viennese alla sua apertura. Una breve parentesi a Parigi si ebbe durante il periodo delle spoliazioni napoleoniche.
Un tema simile appare anche nel disegno a penna degli Apicoltori (20,3x30,9 cm, Kupferstichkabinett, Berlino).

## Descrizione e stile
Il tema del dipinto proviene dal proverbio popolare "Chi sa dov'è il nido lo conosce, chi lo ruba lo possiede", inteso come "chi è invadente ottiene quello che vuole", soprattutto legato al conquistare una ragazza.
La composizione della scena è diversa dalle tipiche scene frenetiche e corali di Bruegel, poiché mostra un personaggio di grandi dimensioni al centro, in questo caso un contadino che avanza ed indica, arrampicato su un albero a sinistra, il ladro di nidi, che sta rubando le uova di uccello in posizione precaria, facendo cadere il cappello all'indietro.
Lo sfondo è composto da una luminosa visione campestre, schiarita in lontananza e molto curata, ma non ricchissima di dettagli come in altri lavori dell'artista. A parte la descrizione della fattoria, di un tronco secco e di qualche specie vegetali, il fondale appare tratteggiato sinteticamente, come in un acquerello, con una definizione per lo più data dalla cromia, dalla picchettatura e dalla luce, dell'erba, degli alberi e di un ruscelletto che scorre in primo piano. Di difficile spiegazione è la presenza, nello sfondo a sinistra, di una piramide confusamente visibile dietro gli alberi: forse un semplice nido di un fienile, forse un'allusione filosofica più profonda.
Secondo alcuni studiosi c'è un significato moraleggiante nel fatto che il protagonista, distratto nell'additare il ladro, stia per cadere in un ruscello: forse è una trasposizione del Vangelo di Matteo quando dice "non bisogna badare alla pagliuzza nell'occhio del fratello, dimenticando la trave nel proprio" (VII, 3). L'uomo potrebbe indicare anche la piramide, alludendo al possesso di una conoscenza più profonda, ma il fatto che sia per cadere contrasterebbe con la sua credenza.
Tuttavia il fatto che il contadino abbia in mano degli attrezzi, avendo già appoggiato un sacco un poco indietro, e stia sorridendo, può suggerire che il ladro sia sì scoperto, ma lasciato fare, avendo il protagonista cose più importanti a cui attendere, simboleggiate dalla lontana piramide.